# Regīna Ezera
Regīna Ezera (20 décembre 1930, Riga - 11 juin 2002, Ķegums) est une écrivaine et poétesse lettonne.
En 1995, elle est distinguée par l'Ordre des Trois Étoiles.